# Volksrepublik Kampuchea
Volksrepublik Kampuchea (Khmer សាធារណរដ្ឋប្រជាមានិត កម្ពុជា, Sathéaranakrâth Pracheameanit Kâmpŭchéa; englisch People’s Republic of Kampuchea, PRK; französisch République populaire du Kampuchéa, RPK) war der Name Kambodschas von 1979 bis 1989. Die PRK wurde nach dem Sturz des Demokratischen Kampuchea (d. h. der Roten Khmer unter Pol Pot) von der Salvation Front gegründet, einer Gruppe von kambodschanischen kommunistischen und nichtkommunistischen Regimekritikern. Die Gründung unter vietnamesischer Kontrolle wurde ermöglicht durch die von der Salvation Front unterstützte Invasion der Sozialistischen Republik Vietnam, die das Regime der Roten Khmer vertrieben hatte. Diese hatten die Institutionen, die Infrastruktur und die Intelligenz des Landes komplett zerstört.
Die PRK hatte Vietnam und die Sowjetunion als ihre Hauptverbündeten. Sie erreichte die Anerkennung der Vereinten Nationen wegen der Ablehnung durch die Volksrepublik China, das Vereinigte Königreich, die Vereinigten Staaten und die ASEAN-Länder jedoch nicht. Der kambodschanische Sitz wurde der 1982 in Kuala Lumpur gegründeten Koalitionsregierung des Demokratischen Kampuchea (CGDK) zugesprochen, einer Koalition der Roten Khmer (Khieu Samphan) mit den zwei nichtkommunistischen Guerilla-Faktionen FUNCINPEC unter Norodom Sihanouk und Nationale Befreiungsfront der Khmer (KPNLF) unter Son Sann. Die PRK wurde dennoch zwischen 1979 und 1993 als De-facto-Regierung Kambodschas betrachtet, wenn auch mit begrenzter internationaler Anerkennung.
Anfang Mai 1989 stellte die PRK den Namen Kambodscha wieder her, indem sie sich in den letzten vier Jahren ihres Bestehens Staat Kambodscha (englisch State of Cambodia, SOC) nannte. Der SOC behielt den Großteil der Führung der PRK und ihre Einparteienstruktur bei, während er eine Transition durchlief. PRK/SOC existierten von 1979 bis 1991, als die allein regierende Partei ihre marxistisch-leninistische Ideologie aufgab, als sozialistischer Staat. 1989/1990 zog Vietnam nach dem  Zusammenbruch des Kommunismus und der damit einhergehenden Verringerung der Unterstützung durch den Ostblock sowie aufgrund des Drucks der USA und Chinas seine Truppen zurück. Nach der Pariser Konferenz vom 23. Oktober 1991 wurde die PRK unter UNO-Verwaltung gestellt (UNTAC), wobei die bisherige Regierung formell im Amt blieb. Nach der erstmaligen Durchführung freier Wahlen seit den 1950er Jahren wurde am 24. September 1993 die Verfassung des heutigen Königreichs Kambodscha angenommen und damit das Königreich Kambodscha wiederhergestellt.  Norodom Sihanouk wurde König, die UNO-Mission endete.

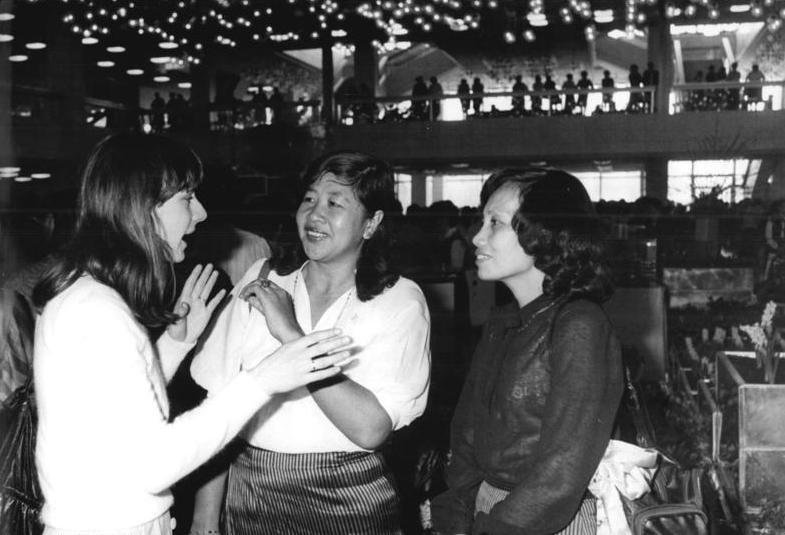
Heike Löschmann, Nuth Kim Lay, stellvertretende Vorsitzende der Vereinigung der Revolutionären Frauen Kampucheas (VRFK), und Res Sivanna, stellvertretende Leiterin der Abteilung internationale Verbindungen der VRFK, beim Kongress des Demokratischen Frauenbunds Deutschlands 1987

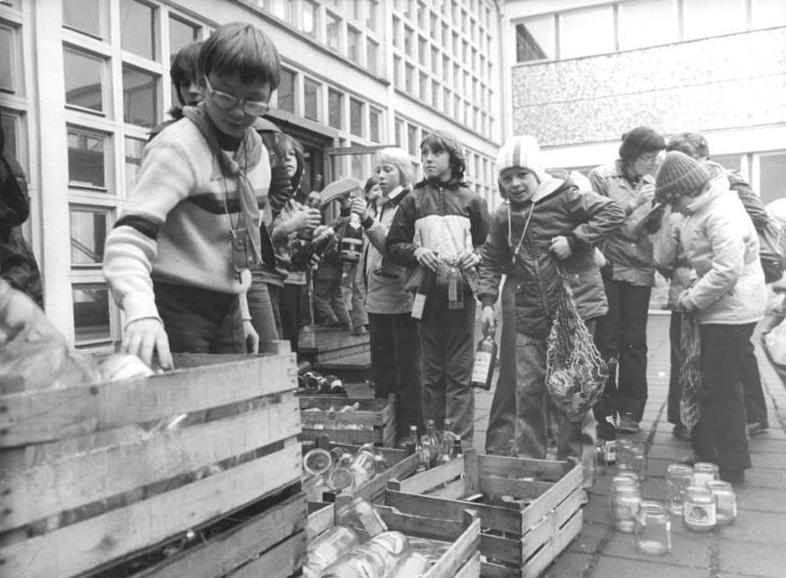
Solidarität in Zella-Mehlis, DDR, mit den Kindern der Volksrepublik Kampuchea zur Zeit der Hungersnot 1979/1980

## Geschichte

### Vorgeschichte
Am 2. Dezember 1978 wurde in Hanoi die Kampuchean United Front for National Salvation (KUFNS; khm. សាមគ្គី សង្គ្រោះ ជាតិ កម្ពុជា; französisch Front Uni National pour le Salut du Kampuchéa, FUNSK; deutsch Einheitsfront für die nationale Erlösung von Kampuchea) gegründet (oft einfach Salvation Front oder gemäß der französischen Abkürzung FUNSK genannt), mit dem Ziel, die Roten Khmer zu vertreiben. Am 11. Dezember 1978 begannen vietnamesische Militäreinheiten zunächst informell, ab 25. Dezember 1978 formell mit der Besetzung Kambodschas. Über 100.000 vietnamesische Soldaten und 20.000 Exilkambodschaner marschierten in Kambodscha ein. Entscheidend für den Erfolg der Invasion war der Beschluss der Volksrepublik China vom 5. Januar 1979, die Roten Khmer nicht zu unterstützen. Am 7. Januar 1979 nahmen die Vietnamesen das bereits menschenleere Phnom Penh ein.
Die Salvation Front war eine heterogene Gruppe von kommunistischen und nichtkommunistischen Exilkambodschanern. Unter der Führung von Heng Samrin und Pen Sovann wurde die Front am 2. Dezember 1978 in einer von den Roten Khmer befreiten Zone gegründet. Von den vierzehn Mitgliedern des Zentralkomitees der Front wurden die zwei bedeutendsten Führer Heng Samrin und Chea Sim Präsident bzw. Vizepräsident. Beide waren ehemalige führende Anhänger der Kommunistischen Partei Kambodschas (KCP). Ros Samay, Generalsekretär der Salvation Front, war ein ehemaliger Stabsoffizier der KCP in einer militärischen Einheit. Die Regierung des Demokratischen Kampuchea bezeichnete die Salvation Front als „vietnamesische politische Organisation mit einem Khmernamen“. Die Anfangsziele der Front waren, das Volk unter seiner Fahne zu sammeln, das Regime von Pol Pot zu stürzen, das Land aufzubauen, eine neue Verfassung für einen demokratischen Staat auszuarbeiten, der sich in Richtung Sozialismus bewegt, sowie Massenorganisationen und eine revolutionäre Armee aufzubauen. Seine außenpolitischen Ziele umfassten Blockfreiheit, Vermittlungen mit Nachbarn und ein Ende des Grenzkrieges mit Vietnam, der durch das Pol-Pot-Regime entfacht worden war. Überdies sollte es keine fremden Militärstützpunkte auf kambodschanischem Boden geben.

### Gründung

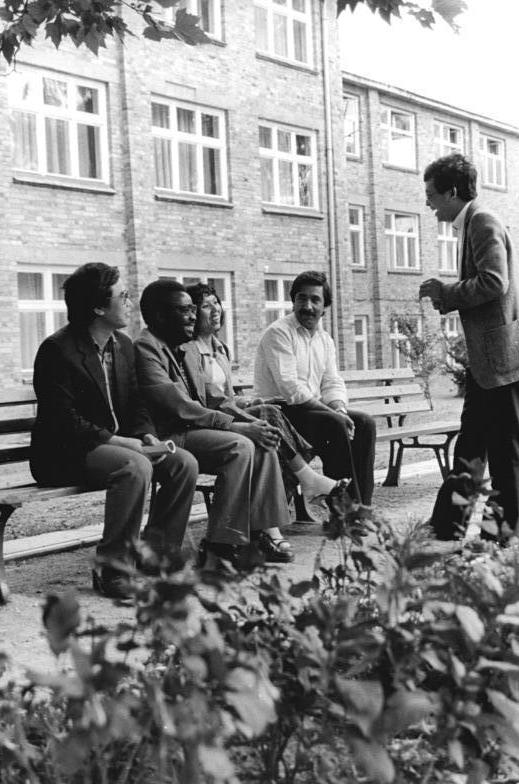
Studenten der Volksrepublik Kampuchea an der Gewerkschaftshochschule „Fritz Heckert“, Bernau bei Berlin, 1986

Am 1. Januar 1979 proklamierte das Zentralkomitee der Salvation Front eine Reihe von Sofortmaßnahmen in den von den Roten Khmer befreiten Gebieten. Eine dieser Maßnahmen war die Einsetzung von „Selbstverwaltungsausschüssen des Volkes“ in allen Gemeinden. Diese Ausschüsse sollten die grundlegende Verwaltungsstruktur für den Revolutionären Rat des Kambodschanischen Volkes (KPRC) bilden, der am 8. Januar 1979 als das zentrale Verwaltungsorgan der Volksrepublik gebildet worden war. Dem KPRC diente das Regime von Heng Samrin als Regierungskörperschaft bis zum 27. Juni 1981, als die neue Verfassung verlangte, ihn durch einen neu gewählten Ministerrat zu ersetzen. Pen Sovann wurde neuer Premierminister, der im Februar 1982 von Chan Sy und dieser im Januar 1985 durch Hun Sen abgelöst wurde.
Am 10. Januar 1979 wurde die Volksrepublik Kampuchea gegründet. Heng Samrin wurde zum Staatsoberhaupt ernannt, andere Mitglieder der 1951 gegründeten führenden Revolutionären Volkspartei der Khmer (englisch Kampuchean People’s Revolutionary Party, KPRP) wie Chan Sy und Hun Sen besetzten weitere führende Positionen. Die vietnamesische Armee blieb nach Pol Pots Absetzung als Besatzungsarmee im Land. Mindestens 600.000 Kambodschaner, die während der Pol-Pot-Ära umgesiedelt worden waren, begannen zurück zu ihren Wohnorten zu strömen. Manche flohen auf der Suche nach Schutz auch zur thailändischen Grenze. Die Roten Khmer hatten fast alle Mitglieder der kambodschanischen Intelligenz umgebracht. Um den Aufbau und die Verwaltung des Landes zu ermöglichen, schickte die Volksrepublik Hunderte von Studenten in verschiedene Länder des Ostblocks zur Ausbildung. UNICEF und das Welternährungsprogramm der Vereinten Nationen koordinierten massive Hilfsmaßnahmen. Zwischen 1979 und 1982 wurden über 400 Millionen US-Dollar zur Verfügung gestellt, fast 100 Millionen US-Dollar allein von den Vereinigten Staaten. Mehr als 500.000 Kambodschaner lebten entlang der thailändisch-kambodschanischen Grenze und mehr als 100.000 in Lagern innerhalb Thailands.
Vietnams Besatzungsarmee umfasste zwischen 100.000 und 200.000 Mann. Ein großer Teil der militärischen Streitkräfte der Roten Khmer wich den vietnamesischen Truppen aus. 1979 gründete der frühere Premierminister Son Sann die Nationale Befreiungsfront der Khmer (englisch Khmer People’s National Liberation Front, KPNLF), um den politischen Kampf um Kambodschas Unabhängigkeit zu führen. Sie war loyal auch zu Prinz Sihanouk und bildete einen militärischen Arm, die Khmer People’s National Liberation Armed Forces (KPNLAF). Sihanouk gründete 1981 eine eigene Organisation, die FUNCINPEC (französisch für Front Uni National pour un Cambodge Indépendant, Neutre, Pacifique, et Coopératif), mit dem militärischen Arm Armée nationale sihanoukienne (ANS). Die beiden Organisationen, die aus Gruppen bestanden, die die Roten Khmer nach 1975 noch bekämpft hatten, darunter auch Soldaten Lon Nols, bildeten den nichtkommunistischen Widerstand. Zusammen mit den Roten Khmer formten sie die Koalitionsregierung des Demokratischen Kampuchea im Exil, die international als legitime Regierung Kambodschas anerkannt wurde und den Sitz Kambodschas in der UNO besetzte.
Die Kriegführung folgte nach 1980 einem Rhythmus von Regenperiode und Trockenzeit. Die schwer bewaffneten vietnamesischen Kräfte lancierten ihre Offensiven während der Trockenzeiten, während die Widerstandsgruppen ihre Initiativen während der Regenperioden führten. 1982 startete Vietnam eine Großoffensive gegen die Roten Khmer bei Phnom Malai in den Kardamom-Bergen, die die Roten Khmer jedoch großteils heil überstanden. In der Offensive der Trockenzeit 1984–1985 griffen die Vietnamesen wieder kleinere Lager aller drei Widerstandsgruppen an. Trotz deren harten Widerstands lösten die Vietnamesen die Lager in Kambodscha auf und verfolgten die Kämpfer und Zivilflüchtlinge bis ins benachbarte Thailand. Während der Trockenzeit 1985–1986 konzentrierten sich die Vietnamesen auf die Konsolidierung ihrer Gewinne und versuchten Infiltrationswege in das Land zu versperren, indem sie kambodschanische Arbeiter zwangen, Gräben, Drahtzäune und Minenfelder entlang der gesamten thailändischen Grenze zu errichten.
Die Roten Khmer führten ihre Guerilla in gleicher Weise. Sie fällten große Bäume und blockierten damit die Straßen im Dschungel entlang der thailändischen Grenze, um zu verhindern, dass vietnamesische Panzer und gepanzerte LKW durchdringen. Im Innern Kambodschas hatte Vietnam nur begrenzten Erfolg bei der Etablierung des Regimes von Heng Samrin, das vollständig von den vietnamesischen Beratern abhängig war. Die Sicherheit in ländlichen Gebieten war ungenügend, und die Haupttransportwege standen unter der Kontrolle der Widerstandskräfte. Das Eindringen der Vietnamesen in fast alle Aspekte des kambodschanischen Lebens entfremdete sie überdies der Bevölkerung. Am Ende der Dekade begann der Khmer-Nationalismus sich wieder gegen den traditionellen vietnamesischen Rivalen zu behaupten.

### Staat Kambodscha (1989–1991)

Flagge des Staates Kambodscha (1989–1993)

1986 behauptete die vietnamesische Regierung in Hanoi, einen Teil ihrer Besatzungstruppen abgezogen zu haben, während sie das Regime in Phnom Penh und seine Streitkräfte weiter unterstützte. Der Truppenabzug wurde in den folgenden zwei Jahren nach Angaben der Vietnamesen fortgesetzt. Internationaler Druck, aber auch die wirtschaftliche Schwäche der Sowjetunion, die sich auch auf Vietnam auswirkte, bewog Vietnam, an der Pariser Konferenz von 1989 auch dem Abzug der noch verbleibenden Besatzungstruppen bis Ende Jahr zuzustimmen. Die letzten vietnamesischen Truppen verließen Kambodscha am 26. September 1989. In den folgenden Monaten verließen auch viele zivile Vietnamesen das Land. Gleichzeitig wurde das Land in Staat Kambodscha umbenannt und mit neuen Staatssymbolen versehen. Durch die neue Entwicklung sah sich die KPRP gezwungen, wirtschaftliche und politische Reformen einzuleiten, um ihre Vorherrschaft auch in Zukunft sicherzustellen. Der Buddhismus wurde wieder Staatsreligion, und marktwirtschaftliche Reformen sollten folgen. Das politische System blieb aber noch unangetastet. Am 19. Oktober 1991 benannte sich die KPRP in Kambodschanische Volkspartei (englisch Cambodia People’s Party, CPP) um und legte ihre marxistisch-leninistische Ideologie offiziell ab.
Die Militärorganisationen ANS und KPNLAF des nichtkommunistischen Widerstands FUNCINPEC bzw. KPNF verstärkten 1988/1989 ihre Präsenz im Innern Kambodschas. Am 24. Juni 1991 unterzeichneten die vier Bürgerkriegsparteien unter Vermittlung der Vereinten Nationen einen Waffenstillstand und am 23. Oktober 1991 schließlich den Pariser Friedensvertrag, der den Waffenstillstand sichern sollte und für 1993 Neuwahlen ansetzte.

### Übergangsverwaltung der UNO (1991–1993)
Nach dem Pariser Friedensvertrag kam Kambodscha bis zur Wiedereinsetzung der Monarchie im September 1993 unter die Übergangsverwaltung der Vereinten Nationen in Kambodscha (engl. United Nations Transitional Authority in Cambodia, UNTAC), die ab Oktober 1991 bis März 1992 von der United Nations Advance Mission in Cambodia (UNAMIC) vorbereitet wurde. Eine 16.000 Mann starke Friedenstruppe sollte die Kämpfer entwaffnen, den Waffenstillstand überwachen und für 1993 Wahlen organisieren. 1992 weigerten sich die Roten Khmer jedoch, sich entwaffnen zu lassen, und führten den Guerillakrieg gegen die Regierung weiter. Staatsoberhaupt blieb nominell der Vorsitzende des Revolutionären Volksrates, Heng Samrin, der im April 1992 durch Chea Sim im nun zum Staatsrat umbenannten Gremium und im Juni 1993 durch Norodom Sihanouk abgelöst wurde. Premierminister blieb Hun Sen, Führer der Kambodschanischen Volkspartei, der im Juli 1993 durch den Sohn Sihanouks Norodom Ranariddh von der royalistischen FUNCINPEC abgelöst wurde. Am 24. September trat die neue Verfassung in Kraft, die als Staatssystem eine konstitutionelle Monarchie mit demokratischem Mehrparteiensystem und eine marktwirtschaftliche Wirtschaftsordnung bestimmte.

## Verfassung
Die Verfassung der Volksrepublik Kampuchea, die am 27. Juni 1981 verkündet wurde, bestimmte, Kambodscha als „demokratischen Staat … schrittweise in Richtung Sozialismus weiterzuentwickeln“. Der Übergang zum Sozialismus sollte unter der Führung der marxistisch-leninistischen, 1951 gegründeten Revolutionären Volkspartei der Khmer (englisch Kampuchean People’s Revolutionary Party, KPRP) geschehen. Die Verfassung definierte ausdrücklich die Position des Landes in den internationalen Beziehungen. Sie positionierte Kambodscha innerhalb der Einflusssphäre der Sowjetunion. Die Primärfeinde des Landes waren laut Verfassung „die chinesischen Expansionisten und Hegemonisten und jene, die versteckten Staatsimperialismus betreiben“.
Die Verfassung garantierte einige Bürger- und Grundrechte. Deren Ausübung unterlag jedoch „bestimmten Beschränkungen“. In Übereinstimmung mit der Grundregel des sozialistischen Kollektivismus wurden Bürger gezwungen, „die politische Linie des Staates zu verwirklichen und das Kollektiveigentum zu verteidigen“. Die Verfassung enthielt auch Grundbestimmungen, die die Kultur, die Ausbildung, die Sozialfürsorge und das öffentliche Gesundheitswesen regelten. Betont wurde die Notwendigkeit, die kambodschanische Kultur zu bewahren, in der Sprache, der Literatur, der Künste, der Wissenschaft und der Technologie, wobei eine kulturelle Zusammenarbeit mit dem Ausland stattfinden sollte. Dazu sollte der Tourismus gefördert werden.

## Regierungsstruktur
Der KPRC formte zwischen 1979 und 1980 die Verwaltungsinfrastruktur. Mit der Verfassung vom Juni 1981 übernahmen neue Organe wie die Nationalversammlung und der Ministerrat bisherige Funktionen des KPRC. Diese neuen Gremien entwickelten sich langsam, und erst im Februar 1982 erließ die Nationalversammlung entsprechende Gesetze für sie.

### Nationalversammlung
Das „Oberste Organ der Staatsmacht“ war die Nationalversammlung, deren Abgeordnete für fünf Jahre gewählt wurden. Die 117 Mitglieder der Nationalversammlung wurden bei den ersten Wahlen der Volksrepublik Kampuchea am 1. Mai 1981 gewählt. Einzige zugelassene Partei war die KPRP mit 148 Kandidaten. Die Wahlbeteiligung wurde mit 89,6 % angegeben. Es gab 20 Wahlbezirke.
Während der ersten Sitzung vom 24. Juni bis 27. Juni 1981 nahm die Nationalversammlung die neue Verfassung an und wählte die Mitglieder der zuständigen Organe. Die Nationalversammlung war bevollmächtigt, die Verfassung und die Gesetze anzunehmen oder zu ändern und ihre Anwendung zu beaufsichtigen, die Innen- und Außenpolitik sowie die Wirtschafts- und Kulturprogramme zu bestimmen, den Staatshaushalt festzulegen und die Offiziere und Mitglieder des Staatsrates und des Ministerrats zu wählen oder zu entfernen. Die Nationalversammlung war zudem ermächtigt, Steuern zu erheben, festzusetzen oder abzuschaffen, Amnestien zu erlassen und internationale Abkommen zu bestätigen oder zu verwerfen. Die Verfassung bestimmte, dass im Falle eines Krieges oder unter „anderen außergewöhnlichen Umständen“ der Fünfjahresturnus der Nationalversammlung durch Verordnung verlängert werden konnte. 1986 wurde die Nationalversammlung für weitere fünf Jahre bis 1991 bestätigt.

### Staatsrat und Ministerrat
Die Nationalversammlung wählte sieben seiner Mitglieder in den Staatsrat. Diese gehörten zu den einflussreichsten Führern der Volksrepublik. Zwischen den Sitzungen der Nationalversammlung erfüllte der Staatsrat die Aufgaben der Nationalversammlung. Er konnte – auf Empfehlung des Ministerrats – Kabinettsminister ernennen oder ablösen sowie Botschafter und Abgesandte akkreditieren. Zusätzlich organisierte der Staatsrat die Wahlen zur Nationalversammlung.
Der Ministerrat (das Regierungskabinett) wurde seit 1985 von Hun Sen angeführt. Neben dem Premierminister hatte der Ministerrat zwei stellvertretende Premierminister (Vorsitzende) und zwanzig Minister. Die Nationalversammlung wählte die Minister des Rates für jeweils fünf Jahre.
Der Ministerrat traf sich wöchentlich zu einer Exekutivsitzung und bereitete die Tagesordnung für die Monatsplenarsitzung des Rates vor. Die Entscheidungen, die in den Exekutivsitzungen getroffen wurden, waren „kollektiv“. Repräsentanten der Salvation Front und anderer Massenorganisationen, denen alle Bürger angehören konnten, konnten eingeladen werden, die Plenarsitzungen des Rates zu besuchen, „wenn wichtige Ausgaben zu besprechen“ waren. Diese Repräsentanten durften ihre Meinung äußern, aber es war ihnen nicht erlaubt zu wählen.
Die Minister waren verantwortlich für die Landwirtschaft, Kommunikation, Transport und Postwesen, Ausbildung, Finanzen, Außenpolitik, Gesundheit, Handel und Industrie, Informationen und Kultur, Inneres, Justiz, Nationalverteidigung, Planung und soziale Angelegenheiten. Zusätzlich schloss das Kabinett einen Minister für landwirtschaftliche Angelegenheiten und Gummiplantagen mit ein.

### Gesetzgebung
Die Wiederherstellung von Recht und Ordnung war eine der Aufgaben des Regimes von Heng Samrin, da 1979 die Justiz in den Händen der revolutionären Volksgerichte war, die in Eile in Phnom Penh und in anderen bedeutenden Städten gegründet worden waren. Ein neues Gesetz über die Organisation der Gerichte und das Amt des Staatsanwalts wurde im Februar 1982 erlassen. Das Gesetz bestimmte das Höchste Volksgericht zum obersten Gericht des Landes. Das Justizwesen enthielt die revolutionären Volksgerichte, die Militärgerichte und die Ämter der Staatsanwälte. Der Ministerrat durfte zusätzliche Gerichte bestellen, um spezielle Fälle zu bearbeiten. Der Ministerrat ernannte Richter und Staatsanwälte auf Empfehlungen der lokalen Verwaltungsorgane, der „Revolutionären Ausschüsse des Volkes“. Zwei oder drei Ausschussmitglieder unterstützten die Richter als ehrenamtliche Richter.

### Verwaltung
1987 wurde das Land in achtzehn Provinzen (khet) und zwei spezielle Stadtkreise (krong), Phnom Penh und Kampong Saom, unterteilt, die direkt der Zentralregierung untergeordnet waren. Die Provinzen wurden in 122 Bezirke (srok), 1325 Kommunen (khum) und in 9386 Dörfer (phum) unterteilt. Die Unterteilungen der Stadt nannte man Bezirke (sangkat).
Ein gewählter Vorsitzender, ein oder mehrere Vorsitzende und einige Ausschussmitglieder leiteten jeden Revolutionären Ausschuss des Volkes. Diese gewählten Körperschaften wurden durch Repräsentanten der folgenden unteren Ebene der Revolutionären Ausschüsse des Volkes auf Provinz- und Bezirksniveaus gewählt. Vor den ersten Kommunalwahlen vom Februar und März 1981 ernannte die Zentralregierung lokale Ausschussbeamte. 1987 war es unklar, ob die Vorsitzenden der lokalen Revolutionären Ausschüsse dem Büro des Ministerrats oder dem Innenministerium verantwortlich waren.